# Barney Furey
Barney Furey (Boise, 7 settembre 1886 – Los Angeles, 18 gennaio 1938) è stato un attore statunitense del cinema muto. Interpretò oltre centotrenta pellicole, scrivendo anche qualche sceneggiatura.
Negli anni dieci, lavorò sotto contratto per la Selig Polyscope, spesso in parti da protagonista. Continuò la sua carriera anche all'avvento del sonoro, in piccole parti di figurante, spesso nemmeno accreditato.
Morì a 51 anni, il 18 gennaio 1938, a Los Angeles.

## Filmografia

### 1912
- Trapper Bill, King of Scouts - cortometraggio (1912)

### 1913
- The Tree and the Chaff, regia di Lem B. Parker - cortometraggio (1913)
- The Ne'er to Return Road, regia di Colin Campbell - cortometraggio (1913)
- John Bousall of the U.S. Secret Service, regia di E.A. Martin - cortometraggio (1913)
- Movin' Pitchers, regia di E.A. Martin - cortometraggio (1913)
- The Cipher Message, regia di Francis J. Grandon - cortometraggio (1913)

### 1914
- Pietro the Pianist, regia di E.A. Martin - cortometraggio (1914)
- The Better Way, regia di Norval MacGregor - cortometraggio (1914)
- The Story of Venus, regia di Norval MacGregor - cortometraggio (1914)
- The Story of Diana, regia di Norval MacGregor - cortometraggio (1914)
- At Last We Are Alone, regia di Norval MacGregor - cortometraggio (1914)
- Eugenics at Bar 'U' Ranch, regia di Marshall Farnum - cortometraggio (1914)
- How Lone Wolf Died, regia di Marshall Farnum - cortometraggio 1914
- Hearts of Men, regia di Marshall Farnum - cortometraggio (1914)
- Algie's Sister, regia di Gilmore Walker - cortometraggio (1914)
- His Last Appeal, regia di E.A. Martin - cortometraggio (1914)
- Pawn Ticket '913', regia di E.A. Martin - cortometraggio (1914)
- The Rajah's Vacation, regia di E.A. Martin - cortometraggio (1914)
- The Soul Mate, regia di Francis J. Grandon - cortometraggio (1914)
- The Lure of the Windigo, regia di Francis J. Grandon - cortometraggio (1914)
- Wade Brent Pays, regia di Francis J. Grandon - cortometraggio (1914)

### 1915
- His Fighting Blood, regia di Tom Santschi - cortometraggio (1915)
- The Missing Ruby, regia di Tom Santschi - cortometraggio (1915)
- The Love Transcendent
- The Gambler's I.O.U.
- A Day's Adventure
- The Canceled Mortgage
- Truth Stranger Than Fiction
- The Queen of Hearts
- Her Prey
- The Fair God of Sun Island
- On the Level, regia di William Worthington - cortometraggio (1915)
- In Search of a Wife
- As the Shadows Fall

### 1916
- The Reward of Chivalry
- The Family Secret
- The Dupe
- The Social Pirates
- The Millionaire Plunger
- The Master Swindlers
- Sauce for the Gander
- Darcy of the Northwest Mounted
- The Fangs of the Tattler
- The Girl from Frisco
- The Fighting Heiress
- The Turquoise Mine Conspiracy
- A Stranger from Somewhere, regia di William Worthington (1916)
- The Poisoned Dart
- The Five Franc Piece, regia di Francis J. Grandon - cortometraggio (1916)
- The Golden Thought, regia di Tom Mix - cortometraggio (1916)

### 1917
- The Further Adventures of Stingaree
- The Phantom Shotgun
- The Lady in the Library, regia di Edgar Jones (1917)
- Feet of Clay, regia di Harry Harvey (1917)
- A Branded Soul, regia di Bertram Bracken (1917)
- The Faucet
- Her Bargain, regia di Tom Ricketts[1] (1917)

### 1918
- Western Blood, regia di Lynn Reynolds (1918)
- True Blue, regia di Frank Lloyd (1918)
- The Iron Test

### 1919
- The Long Arm of Mannister

### 1920
- The Confession, regia di Bertram Bracken (1920)

### 1921
- Headin' North
- Terror Trail
- The Man Trackers
- Giovinezza (Experience), regia di George Fitzmaurice (1921)

### 1922
- Four Hearts

### 1923
- Double Cinched
- The Sunshine Trail
- 100% Nerve
- Warned in Advance

### 1924
- Riding Double
- The Loser's End

### 1925
- The Trouble Buster
- The Empty Saddle
- Riding for Life
- A Desperate Chance
- Winds of Chance, regia di Frank Lloyd (1925)
- Ranchers and Rascals
- Dangerous Fists
- Cactus Trails

### 1926
- The Thunderbolt Strikes
- Mystery Pilot
- Out of the West
- Stick to Your Story
- Red Hot Hoofs
- The Mile-a-Minute Man

### 1927
- The Sonora Kid
- Splitting the Breeze
- Tom's Gang
- The Flying U Ranch

### 1928
- Red Riders of Canada
- When the Law Rides
- Lightning Speed
- Captain Careless
- Tyrant of Red Gulch
- King Cowboy

### 1929
- Trail of the Horse Thieves
- Outlawed
- Gun Law
- The Drifter
- Idaho Red
- Il diamante del reggente
- Code of the West, regia di J.P. McGowan (1929)
- The Pride of Pawnee
- 'Neath Western Skies
- La più bella vittoria

### 1930/1934
- Beau Bandit
- Rogue of the Rio Grande
- I pionieri del West (Cimarron), regia di Wesley Ruggles (1931)
- Too Many Cooks, regia di William Seiter (1931)
- The Penal Code
- When a Man Rides Alone, regia di J.P. McGowan (1933)
- The Mystery Squadron
- The Meanest Gal in Town
- Kid Courageous

### 1935
- Fighting Caballero
- Arizona (The Arizonian), regia di Charles Vidor (1935)
- Queen of the Jungle
- No Man's Range
- La grande arena (Powdersmoke Range), regia di Wallace Fox (1935)
- NevadaThe Silent Code
- The Courageous Avenger
- Thunderbolt, regia di Stuart Paton (1935)
- Queen of the Jungle

### 1936
- Pantere rosse
- Valley of the Lawless
- Yellow Dust
- The Law Rides
- Cavalry
- Roarin' Lead, regia di Sam Newfield, Mack V. Wright (1936)

### 1937
- Don't Tell the Wife, regia di Christy Cabanne (1937)
- Border Phantom
- The Red Rope
- La valle dell'inferno
- Un mondo che sorge